# Носорогови птици
Носороговите птици (Bucerotidae) са семейство птици, дължащи името си на характерните израстъци в основата на човката, които носят повечето видове.

## Описание
Самата човка има относително големи размери и най-често е завита надолу. Предимно едри птици, опашката обикновено е дълга. Друга характерна черта при повечето представители на разреда е срастването на пръстите на краката, втори и трети пръст са срастнали на половината дължина на основната фаланга, а трети и четвърти на две или три фаланги. Крилата на тези птици са големи. При полет те създават силен характерен шум, причина за който са въздушните пространства, които се създават между маховите пера на птиците заради разстоянията в разпера на крилата. По време на полет въздухът преминава през разстоянията между перата и създава този звук.

## Разпространение
Носороговите птици са разпространени в тропическите области на Африка и Азия. Отделни видове се срещат и в Нова Гвинея. Обитават предимно тропическите дъждовни гори, но има и видове, живеещи в саваните и листопадните гори от тропическия климатичен пояс.
За първи път в Европа птици носорози са установени от палеоорнитолога проф. Златозар Боев от късно-миоценското палеонтологично находище край град Хаджидимово от югозападна България въз основа на костни останки от късен миоцен отпреди около 7 млн. г. Въз основа на тях са описани нови неизвестни на науката род и вид – Euroceros bulgaricus (българска европейска рогата земна врана). Преди това най-близките до Европа фосилни находки на изкопаеми птици носорози произлизаха от планината Атлас в северната част на Мароко.

## Начин на живот и хранене
Носороговите птици обикновено живеят по двойки или в семейства от 3 – 5 животни. Заради добрия си апетит може да се каже, че не се числи към любимците на плантаторите. В девствените гори най-често се прехранва с различни плодове, предимно смокини, мускатови орехи, ягоди. Много видове включват в менюто си и змии, гущери и малки гризачи. Малайското калао е такъв вид. Със своя необикновено здрав клюн, тя напада и по-едри животни.

## Размножаване
Птицата носорог живее по двойки или единично. Мъжките изнасят същински концерти с разнообразие от песни и звуци, имащи за цел да впечатлят женската. Образуваната двойка птици прави гнездо в хралупи на големи дървета, като махагоновото дърво. Женската с помощта на мъжкия зазижда входа на хралупата, в която остава женската. Оставя се само малък отвор с големината на върха на клюна на птицата, през който мъжкият да подава храна на мътещата птица. Строителният материал за стената на хралупата се състои от кал, фекалии, смокини и други дребни плодове, които грижливо събира мъжкият. След кратко време тази смес се втвърдява като хоросан. Мъжката птица редовно снабдява партньорката си с храна, докато тя мъти 2 яйца в продължение на 31 дни. Когато се излюпят малките, мъжкият ги храни, подавайки храната на женската вътре през отвора. Когато малките станат на 14 дни, двойката разбива стената, за да излезе женската, след което хралупата отново се зазижда и двете птици се грижат за потомството си, докато малките пораснат и напуснат гнездото. Тази хитрост е сигурна защита за малките от хищниците. Една и съща хралупа се ползва в продължение на много години.

## Класификация
Семейство Носорогови птици е представено от 15 рода, разпределени в 3 подсемейства. Според алтернативна класификация това семейство представено от две подсемейства е част от разред Синявицоподобни (Coraciiformes).
Семейство Носорогови птици
- Подсемейство Lophocerotinae
  - Род Lophoceros Hemprich & Ehrenberg, 1833
  - Род Tockus Lesson, 1830
- Подсемейство Bucorvinae
  - Род Berenicornis Bonaparte, 1850
  - Род Bycanistes Cabanis & Heine, 1860
  - Род Ceratogymna Bonaparte, 1854
  - Род Horizocerus Oberholser, 1899
- Подсемейство Bucerotinae
  - Род Aceros Hodgson, 1829
  - Род Anorrhinus L. Reichenbach, 1849
  - Род Anthracoceros L. Reichenbach, 1849
  - Род Buceros Linnaeus, 1758
  - Род Ocyceros Hume, 1873
  - Род Penelopides L. Reichenbach, 1849
  - Род Rhabdotorrhinus AB Meyer & Wiglesworth, 1895
  - Род Rhinoplax Gloger, 1841
  - Род Rhyticeros L. Reichenbach, 1849